# Brasiltræ
Brasiltræ (Caesalpinia echinata) er et træ, der tilhører ærteblomst-familien. Det fik sit navn af portugisiske opdagelsesrejsende i Sydamerika. Navnet stammer ifølge Johan Lange fra malajisk hvor det betegner en anden rød træsort, muligvis det nærtstående Sappantræ (Caesalpinia sappan). Brasiltræets hjemland, Brasilien, er opkaldt efter træet. Brasiltræ er også kendt som Pau-Brasil eller Pau-de-Pernambuco.
Hjemsted
Arten vokser i det østlige Brasilien (i nærheden af Lagoa Santa), hvor den indgår i løvfældende skov på sedimentbjergarter, ofte som "mata taboleiro" (højsletteskov). Det er en højtliggende form af kystlandets "mata seca", dvs. et tørt karstlandskab på fritliggende kalk.
Anvendelse
Plantens røde ved har været brugt som et meget efterspurgt farvestof (brazilin). Rødtræ af denne type hørte til det træ, som tugthusfanger før i tiden filede til pulver i fx Tugt-, Rasp- og Forbedringshuset på Christianshavn. Arbejdet er, lige som lueforgyldning, meget usundt og fangerne blev syge deraf. I dag er arten stærkt truet, og botanikerne vil end ikke oplyse, hvor man finder den.

## Ekstern henvisning
- Se billeder af Brasiltræet Arkiveret 7. februar 2006 hos  Wayback Machine (engelsk)